# Munsan-eup, Jinju
Munsan-eup (koreanska: 문산읍) är en köping i den södra delen av Sydkorea, 290 km söder om huvudstaden Seoul. Den ligger i kommunen Jinju i provinsen Södra Gyeongsang.